# Ally Wollaston

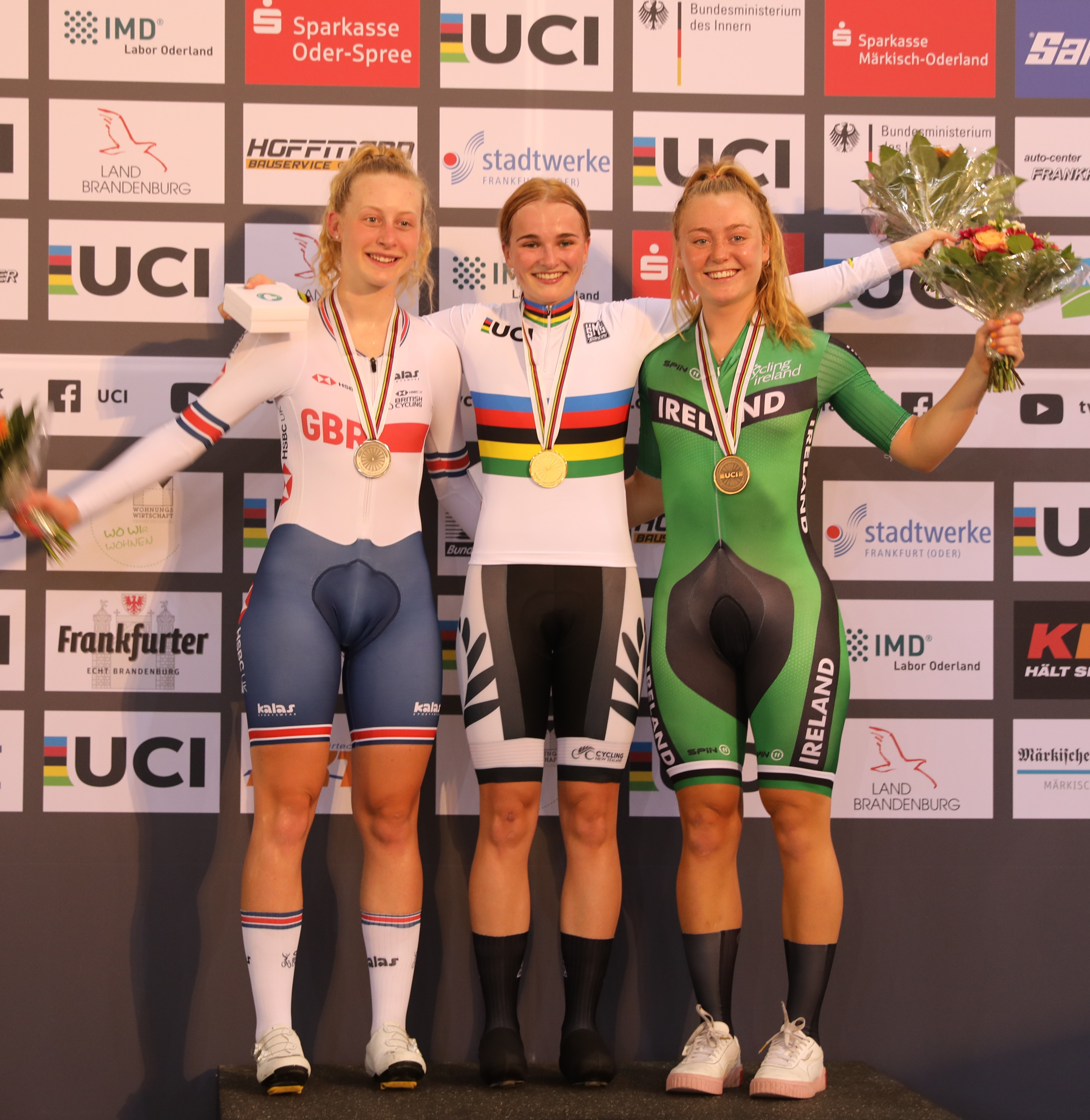
Wollaston als Junioren-Weltmeisterin in der Einerverfolgung, Elynor Bäckstedt (l.) Ally Wollaston und Lara Gillespie (r.)

Ally Wollaston (* 4. Januar 2001 in Auckland) ist eine neuseeländische Radsportlerin, die auf Bahn und Straße aktiv ist.

## Sportliche Laufbahn
Ally Wollaston ist eine von drei Schwestern. Nina (* 1996) ist ebenfalls als Radsportlerin aktiv und erfolgreich. Neuseeländische Medien nennen sie unter anderem die „superstar siblings of Kiwi cycling“. Claudia Wollaston studiert Sportwissenschaften und ist beim neuseeländischen Radsportverband tätig.
2017 wurde Wollaston neuseeländische Jugend-Meisterin im Einzelzeitfahren, 2018 und 2019 wurde sie nationale Junioren-Meisterin im Straßenrennen. 2018 hatte sie ihren ersten internationalen Erfolg, als sie bei den Junioren-Weltmeisterschaften mit McKenzie Milne, Annamarie Lipp und Samantha Donnelly Silber in der Mannschaftsverfolgung errang. Im Jahr darauf gewann sie bei den Junioren-Weltmeisterschaften in Frankfurt (Oder) zwei Medaillen: Gold in der Einerverfolgung und Silber in der Mannschaftsverfolgung (mit Annamarie Lipp, Milne und Donnelly). Im Oktober 2019 wurde sie neuseeländische Meisterin im Kriterium.
Wenige Monate später startete Ally Wollaston erstmals international in der Elite und entschied gemeinsam mit Emily Shearman, Michaela Drummond und Nicole Shields die Mannschaftsverfolgung beim Lauf des Bahn-Weltcups in Hongkong für sich. 2020 wurde sie neuseeländische Meisterin in Mannschaftsverfolgung und Zweier-Mannschaftsfahren.
Kurz vor den nationalen Meisterschaften 2021 erlitt Wollaston bei einem Sturz eine Gehirnerschütterung, die sie zwei Monate hinderte zu trainieren und Wettkämpfe zu fahren. In der Folge verpasste sie die Nominierung für die Olympische Sommerspiele in Tokio und orientierte sich neu im Radsport. Im August 2021 wurde sie Mitglied im damaligen Team NXTG Racing, um sich vermehrt dem Straßenradsport zuzuwenden. 2022 gewann sie die Punktewertung und eine Etappe der Lotto Belgium Tour sowie den Grand Prix du Morbihan Féminin; auf der Bahn wurde sie fünffache Ozeanienmeisterin. Im Jahr darauf wurde sie dreifache neuseeländische Meisterin auf der Straße: im Einzelzeitfahren, im Straßenrennen und im Kriterium. International gewann sie eine Etappe und die Gesamtwertung des Festival Elsy Jacobs, eines Rennens der zweithöchsten Kategorie im Radsport.
Gleich im ersten Rennen der Saison 2024 gewann Wollaston die erste Etappe der Women’s Tour Down Under und erzielte damit für sich selbst und auch für ihr neu als UCI Women’s WorldTeam lizenziertes Team den ersten Erfolg auf der UCI Women’s WorldTour. Sie wurde für die Bahnradsportwettbewerbe bei den Olympischen Sommerspielen 2024 in Paris nominiert, wo sie die Bronzemedaille im Omnium sowie mit dem Team die Silbermedaille in der Mannschaftsverfolgung gewann. Im Herbst des Jahres wurde sie Weltmeisterin in Ausscheidungsfahren und Omnium.
Zur Saison 2025 wechselte Wollaston zum französischen WorldTeam FDJ-Suez. In den ersten beiden Monaten in ihrem neuen Team konnte sie bereits drei Siege bei Eintagesrennen einfahren, unter anderem beim Cadel Evans Great Ocean Road Race im Rahmen der Women’s WorldTour.

## Berufliches
Ally Wollaston studiert Jura an der University of Waikato. Sie sei sich bewusst, dass ihre Radsportlaufbahn wegen Verletzungen oder eines Sturzes „in Sekunden“ beendet sein könne.

## Erfolge

### Bahn
2017
- Ozeanien-Juniorenmeisterin 2018 – Punktefahren, Einerverfolgung, Mannschaftsverfolgung (mit McKenzie Milne, Eva Parkinson und Samantha Donnelly)
- Ozeanien-Juniorenmeisterschaften 2018 – Scratch, Madison (mit Eva Parkinson)
- Ozeanien-Juniorenmeisterschaften 2018 – Omnium

2018
- Neuseeländische Juniorenmeisterin – Omnium, Punktefahren, Scratch, Einerverfolgung
- Junioren-Weltmeisterschaft – Mannschaftsverfolgung (mit McKenzie Milne, Annamarie Lipp und Samantha Donnelly)

2019
- Neuseeländische Junioren-Meisterin – Scratch, Omnium, Punktefahren, Einerverfolgung, Teamsprint (mit Olivia King)
- Junioren-Weltmeisterin – Einerverfolgung
- Junioren-Weltmeisterschaft – Mannschaftsverfolgung (mit Samantha Donnelly, McKenzie Milne und Emily Paterson)
- Weltcup in Hongkong – Mannschaftsverfolgung (mit Emily Shearman, Michaela Drummond und Nicole Shields)

2020
- Neuseeländische Meisterin – Zweier-Mannschaftsfahren (mit Jessie Hodges), Mannschaftsverfolgung (mit Nina Wollaston, Jaime Nielsen und Jessie Hodges)

2021
- Neuseeländische Meisterin 2022 – Omnium, Zweier-Mannschaftsfahren (mit Jessie Hodges)

2022
- Ozeanienmeister – Scratch, Omnium, Mannschaftsverfolgung (mit Prudence Fowler, Bryony Botha und Ella Wyllie), Zweier-Mannschaftsfahren (mit Bryony Botha)
- Neuseeländische Meisterin 2023 – Omnium

2023
- Nations Cup in Jakarta – Ausscheidungsfahren, Omnium, Mannschaftsverfolgung (mit Michaela Drummond, Bryony Botha und Emily Shearman)
- Nations Cup in Kairo – Omnium
- Weltmeisterschaft – Mannschaftsverfolgung (mit Michaela Drummond, Emily Shearman und Bryony Botha)

2024
- Nations Cup in Adelaide – Ausscheidungsfahren, Omnium, Mannschaftsverfolgung (mit Michaela Drummond, Bryony Botha, Emily Shearman und Samantha Donnelly)
- Ozeanienmeisterin – Scratch, Ausscheidungsfahren, Punktefahren, Omnium, Mannschaftsverfolgung (mit Bryony Botha, Michaela Drummond, Emily Shearman und Nicole Shields)
- Ozeanienmeisterschaften – Madison (mit Samantha Donnelly)
- Olympische Spiele – Mannschaftsverfolgung (mit Bryony Botha, Emily Shearman und Nicole Shields)
- Olympische Spiele – Omnium
- Weltmeisterin – Ausscheidungsfahren, Omnium
- Weltmeisterschaften – Scratch

2025
- Nations Cup in Konya – Omnium

### Straße
2017
- Neuseeländische Jugend-Meisterin – Einzelzeitfahren

2018
- Neuseeländische Junioren-Meisterin – Straßenrennen

2019
- Neuseeländische Junioren-Meisterin – Straßenrennen
- Neuseeländische Meisterin – Kriterium

2022
- Punktewertung und eine Etappe Lotto Belgium Tour
- Grand Prix du Morbihan Féminin

2023
- Neuseeländische Meisterin – Kriterium, Einzelzeitfahren, Straßenrennen
- Gesamtwertung, eine Etappe, Punkte- und Nachwuchswertung Festival Elsy Jacobs

2024
- eine Etappe Women’s Tour Down Under
- zwei Etappen Volta Ciclista a Catalunya Femenina

2025
- Surf Coast Classic
- Great Ocean Road Race
- Clásica de Almería
- Tour of Britain Women
- eine Etappe Tour Féminin International des Pyrénées